# Alain Rolland
Pour les articles homonymes, voir Rolland.
Alain Colm Pierre Rolland, né le 22 août 1966 à Dublin, est un joueur de rugby à XV (demi-de-mêlée) qui a joué avec l'équipe d'Irlande entre 1990 et 1995. Il est ensuite devenu arbitre international de rugby à XV de 2001 à 2014. Son père est français et sa mère est irlandaise. Il est de ce fait parfaitement bilingue, ce qui a régulièrement conduit à sa désignation pour arbitrer des matchs internationaux entre pays francophones et anglophones. De 2016 à 2020, il succède à Joël Jutge au poste de manager des arbitres internationaux au sein de World Rugby.

## Carrière de joueur
Courtier en prêts hypothécaires, il joue dans l'équipe du Leinster entre 1989 et 1996. Il dispute son premier test match avec l'équipe d'Irlande le 27 octobre 1990, à l’occasion d’un match contre l'équipe d'Argentine, et son troisième et dernier contre l'équipe d'Italie le 6 mai 1995.

## Carrière d'arbitre
Il arbitre son premier match international, opposant le Pays de Galles à la Roumanie, le 19 septembre 2001.
Il arbitre quatre matchs de la coupe du monde de rugby 2003. Au 1er juillet 2006 il compte également six matchs du Tournoi des Six Nations et quatre matchs du Tri-nations à son palmarès.
Pendant la Coupe du monde de rugby 2007, il arbitre cinq rencontres : trois matchs de poule (Pays de Galles-Canada, France-Namibie et Angleterre-Tonga), un quart de finale (Australie-Angleterre) et la finale (Angleterre - Afrique du Sud).
Il fait partie des dix arbitres retenus pour la Coupe du monde 2011 en Nouvelle-Zélande. Il arbitre notamment un quart de finale puis la rencontre Pays de Galles-France comptant pour les demi-finales de la compétition, lors de laquelle il sanctionne d'un carton rouge le capitaine gallois Sam Warburton pour un plaquage cathédrale à la 18e minute de jeu. Il est arbitre assistant lors de la finale. 

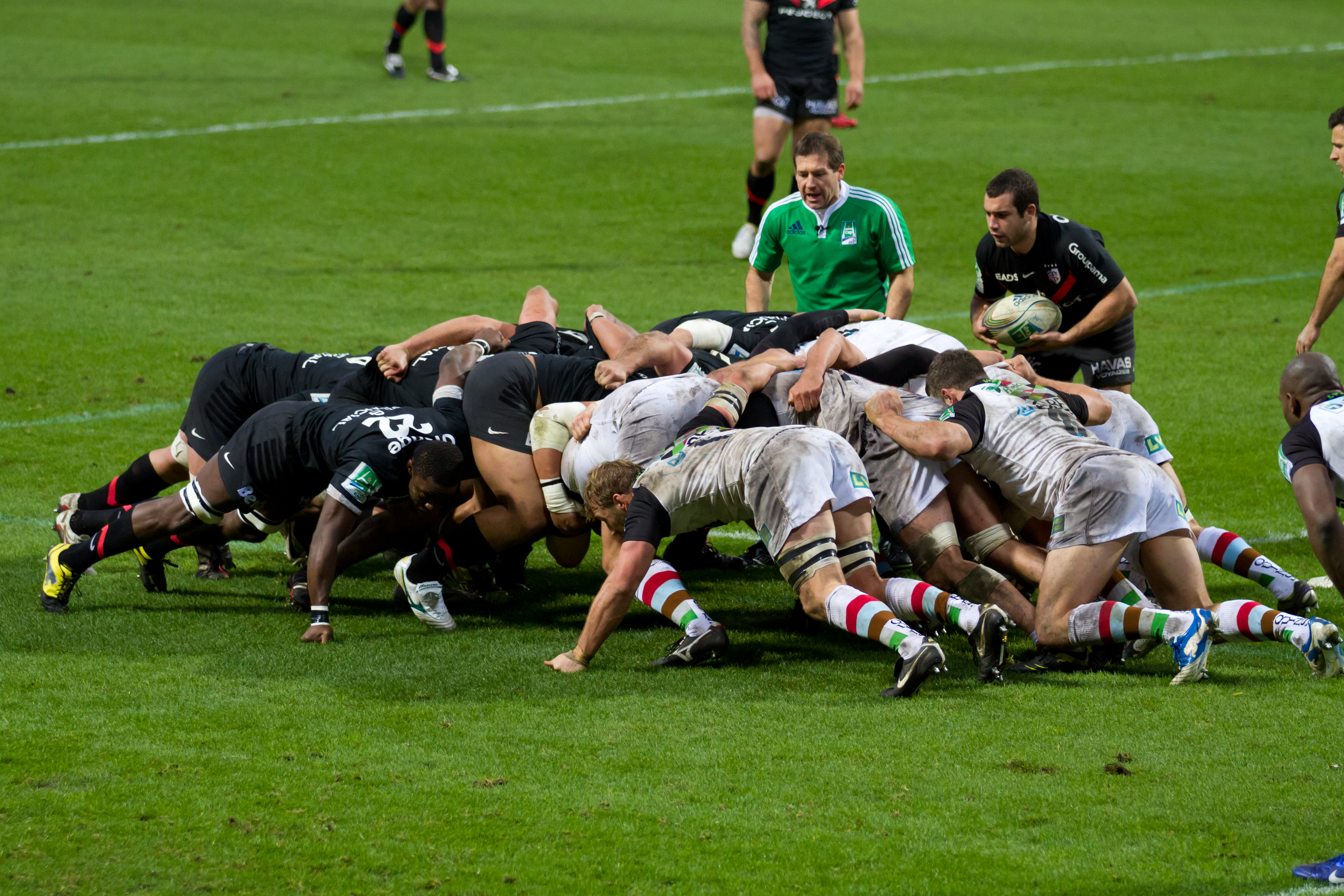
Alain Rolland à l'arbitrage lors d'un match Stade toulousain - Harlequins.

Il arbitre son dernier match international, opposant le Pays de Galles à la France, le 21 février 2014 au Millennium Stadium de Cardiff. C'est également dans ce stade qu'il arbitre son dernier match, la finale de la coupe d'Europe entre le RC Toulon et les Saracens, le 24 mai 2014. Il s'agit de sa troisième désignation pour la finale de cette compétition, qu'il avait également arbitré en 2004 et 2013. 
Son départ à la retraite est considéré comme la fin d'une ère puisqu'il était l'un des derniers arbitres internationaux en activité à avoir eu une carrière de joueur à haut niveau.
En 2016, il est nommé manager des arbitres internationaux à World Rugby, poste où il succède au Français Joël Jutge. Il quitte ce poste en juillet 2020.

## Palmarès de joueur
- Nombre de matchs pour l'Irlande : 3
- Nombre de matchs pour le Leinster : 40

## Palmarès d'arbitre
- 66 matchs internationaux (au 25 septembre 2013)
- 70 matchs européens (au 25 septembre 2013)